# Drąsos kelias
Drąsos kelias (deutsch: Weg des Mutes, kurz DK) ist eine populistische Partei in Litauen.

## Geschichte
Während des Strafverfahrens von „Kinderbeschützer“ Drąsius Kedys (1972–2010), der nach Erkenntnissen der Polizei in seiner Heimatstadt zwei Menschen erschossen habe, entstand die gesellschaftliche Bewegung für den Kampf gegen Pädophilie. Den Kern bildeten die Angehörigen von Kedys (seine Eltern, Schwester Neringa Venckienė und ihr Mann) und seine Anhänger. Im August 2011 wurde eine Deklaration für den Kampf gegen Oligarchie und Justiz verkündet und man plante eine politische Partei zu gründen. 
Im Januar 2012 gab es die Gründungsversammlung und im März 2012 wurde die Partei offiziell registriert. Bei der Parlamentswahl 2012 sicherte sich die Partei 7 Mandate.
Bei der Parlamentswahl 2016 stürzte die Partei auf 0,27 % der Stimmen ab und konnte keinen Abgeordneten mehr ins Parlament entsenden.

## Mitglieder im Seimas (2012–2016)
- Neringa Venckienė (* 1971), Juristin
- Jonas Varkala (* 1951), katholischer Priester
- Aurelija Stancikienė (* 1966), Umweltschützerin
- Algirdas Vaclovas Patackas (1943–2015), Politiker
- Vytautas Antanas Matulevičius (* 1952), Journalist
- Prof. Povilas Gylys (* 1948), Ökonom
- Valdas Vasiliauskas (* 1951), Journalist[4]